# Domanice-Majątek
Domanice-Majątek – niezamieszkana osada w Polsce położona w województwie wielkopolskim, w powiecie gostyńskim, w gminie Borek Wielkopolski. Wchodzi w skład sołectwa Celestynów.
Około 1850 roku osada ta została założona przez właściciela Siedmiorogowa dla syna. Zrobił to za pieniądze uzyskane od chłopów przy uwłaszczeniu. Folwark liczył 400 mórg. Współcześnie nie ma po nim żadnego śladu.
W latach 1975–1998 miejscowość administracyjnie należała do województwa leszczyńskiego.